# Lieoux
Lieoux es una comuna  francesa del departamento del Alto Garona en la región de Midi-Pyrénées. Se encuentra en la comarca de Cominges, dentro del área urbana de Saint-Gaudens con quien estuvo fusionada desde 1974 hasta el 1 de febrero de 2008 en que se decidió separarse de nuevo